# Monika Fioreschy
Monika Fioreschy (* 4. April 1947 in Auer in Südtirol) ist eine österreichische Künstlerin, die von der klassischen Webkunst ausgehend eine neue Technik entwickelt hat, die sie Transfusions-Silikone und Sil-Ikone nennt.

## Leben und Werk
Monika Fioreschy ist die Tochter des Südtiroler Politikers Robert von Fioreschy. Monika Fioreschy begann nach dem Schulabschluss an der Universität für Angewandte Kunst, in Wien Malerei und Webtechnik in der Meisterklasse von Grete Rader-Soulek und bei Emilio Vedova in Salzburg zu studieren. Schon während des Studiums schuf sie Gobelins mit abstrakten Bildwelten, gab sich aber mit einem Verharren in der traditionellen Webkunst nicht zufrieden. Nach dem Diplom 1971 experimentierte sie mit ungewöhnlichen Materialien, um neue Ausdrucksmöglichkeiten für die uralte Webtechnik zu finden. Als Beobachterin während einer Herzoperation stieß sie schließlich auf die Bluttransfusionsschläuche aus Silikon, die ihr Werk nachhaltig prägen sollten.
Seit 1993 ersetzt sie den Wollfaden durch Silikonschläuche, transformiert so radikal die herkömmliche Bildweberei. Darauf aufbauend entwickelte sie die neue Kunstform des „Transfusionsbildes“, indem sie das Silikonschlauchgewebe mittels einer Einwegspritze anfangs mit Blut, später dann mit Chlorophyll (ebenfalls bei ihr ein „Lebenssaft“) und Farbe füllte. In Anlehnung an medizinische Bluttransfusionen greift sie bewusst die Bilder der christlichen Opfermythologie auf, allerdings stehen bei ihr die positiven Aspekte der Lebenserhaltung und Lebensstiftung im Vordergrund. Damit ist es ihr gelungen aus der traditionellen Textilkunst herauszufinden und das entstehende „Web-Bild“ unabhängig von seiner Formensprache mit zusätzlichen Inhalten aufzuladen. Das Gewebe hat nicht mehr nur eine passive, rein bildtragende Funktion, sondern diktiert nun Form und Struktur des Bildes mit und nimmt selbst an der Bildgestaltung teil. Mit dieser neuartigen Technik erreicht die Künstlerin Raum-, Struktur- und Farbeffekte.
Einige Autoren, darunter Wieland Schmied,Friedhelm Mennekes, Bazon Brock, Otto Breicha, Hilmar Hoffmann, Dieter Ronte, Peter Weiermeier, Manfred Wagner, Ludwig Tavernier, und andere beschäftigten sich bereits mit ihrem Werk.
In Einzelausstellungen und Beteiligungen sind Fioreschys Werke unter anderem im Guggenheim Museum in New York, im Lentos Kunstmuseum Linz, im Museion Bozen, im Ludwig Museum Koblenz, in der Sammlung des Europäischen
Patentamtes München und der Österreichischen Botschaft Berlin, im Museum Moderner Kunst Wörlen, Passau und in der Sammlung Passauer Neue Presse  vertreten.
Fioreschy ist mit dem Herzchirurgen Felix Unger verheiratet und die Mutter des Architekten Stephan Unger und des Designers Matthäus Unger. Sie lebt und arbeitet seit 1985 in Salzburg und ist Gründungsmitglied der Europäischen Akademie der Wissenschaften und Künste. 2011 bekam sie das Goldene Ehrenzeichen für Verdienste um die Republik Österreich.

## Werkeinteilung
- Frühe Malerei
- Bildteppiche
- Farbtransfusionsbilder
- Bluttransfusionsbilder
- Chlorophylltransfusionsbilder
- Sil Ikonen
- Strip-Cut-Collage
- Oil-Cuts

## Bibliografie
- 2025 Medium für die Kunst Wacker Chemie
- 2024 "Fields of Flow", Autorin Uta M. Reindl, Hirmer Verlag GmbH, München
- 2017 Boesner Kunst Welten 4
- 2016 Bazon Brock, Herausgeber, „Strip-Cut-Collage“, Gedankenfelder, Bazon Brock: „Farbenwetter und Psychoklima. Das Bild als Beet im Garten der Kunst“. Bilder sind begleitet mit Lyrismen von Bazon Brock. „Ora et Labora – Befreiung vom Götzendienst“
- 2014 Friedhelm Mennekes, Herausgeber, „Interwoven Energy“, Edition Jürgen B. Tesch, Hirmer Verlag ISBN 978-3-7774-2243-5
- 2012 3. MediationsBiennale NIEPOJMOWALNE/the unknown, International Art Biennale, Posen, Polen
- 2012 20 Jahre Ludwig Museum Koblenz, Ludwig Museum Revue 1992/2012, Artikel: Transformation Beate Reifenscheid, Leiterin, Seite 104
- 2011 Ludwig Tavernier, Beate Reifenscheid (Hrsg.): Arbeiten/Works Transformation 1969-2011, Ausstellungskatalog Ludwig Museum Koblenz, Weimar 2011
- Gudrun Weinzierl: „Monika Fioreschy, vom Gobelin zur Silikone“ in Parnass: Kunst und Kulturzeitschrift, Heft 4/2011
- 2007 Wieland Schmied: Silicon and Cristal Tissue, Ausstellungskatalog Cultural Palace Sharjah, VAE
- 2005 Wieland Schmied: Ein Bündel von Energien-Über die Arbeiten von Monika Fioreschy, Open Heart Silicon Tissue Ausstellungskatalog Maribor und Ljubljana
- 2003 Anne Marie Koppenwallner, Licht-Dynamik, Parnass: Kunst und Kulturzeitschrift, Heft 3/2003, S. 168
- 2002 Ludwig Tavernier (Hrsg.): Studies in european culture. Vera Hübl: Monika von Fioreschy, Bildwebereien, Weimar ISBN 3-89739-345-X
- 2001 Peter Weiermair: Rehau-Art Ausstellungskatalog, Weltgewebe
- 1999 Doris Esser: Salzburger Nachrichten, Zum Wochenende: Leben und Sein – Abschied und Aufbruch, bildende Kunst. 6. Februar
- 1998 Eugen Biser: „Sprechende Bilder: Zu den Transfusionsbildern von Monika Fioreschy“, in: Möde, Erwin (Hg):An-Denken. Festgabe für Eugen Biser, Graz/Wien/Köln 1998, S. 483–487
- 1997 Wolfgang Becker: Ludwig Forum für Internationale Kunst, Aachen, Bluttransfusionsbilder
- 1996 Bazon Brock: Stunde der Kunst, „Ora et Labora“ – „Befreiung vom Götzendienst“, Ausstellung St. Bonifaz, München
- 1996 Doris Esser, Salzburger Nachrichten, Zum Wochenende, Leben Heute: „Unter der Haut“. 8. Juni
- 1996 Eugen Biser: „Sprechende Bilder“, in: Luxemburger Wort, die Warte, Perspectives, 2. Mai 46 annee nummero 15/1769
- 1995 Fibertals, Vol. 22 Nr. 2 Publication.
- 1995 Dieter Ronte, Transfusionsbilder, „Spontan und reflektiert“, Europäische Akademie der Wissenschaften und Künste
- 1994 Otto Breicha: „Neuartig, ja geradezu innovativ“: Parnass Kunst- und Kulturzeitschrift, Heft 2/94, S. 24
- 1991 Wieland Schmied, Otto Breicha, Matthias Boeckl, Prestl Verlag, München, Bildteppiche, Ausstellungskatalog Stadtkino Salzburg

## Einzelausstellungen
- 2024 Passau, Museum Moderner Kunst Wörlen
- 2020 Bremen, St. Stephani, „Himmelsrichtungen“ mit Friedhelm Mennekes
- 2017 Salzburg, Stadtgalerie Lehen, „Strip-Cut-Collage“
- 2017 Salzburg, Galerie Ropac, Buchpräsentation: „Strip-Cut-Collage“ mit Bazon Brock
- 2014 Salzburg, Galerie Ropac, Buchpräsentation:„Interwoven Energy“ mit Friedhelm Mennekes
- 2011 Koblenz, Ludwig Museum
- 2009 München, Galerie Heufelder
- 2007 Sharjah, VAE, Cultural Palace Sharjah
- 2006 Linz, Leonding Galerie Zauner
- 2005 Ljubljana, Mestna Galerija. Maribor, Razstavni Salon Rotovi
- 2003 Salzburg, Galerie der Stadt Miralbellgarten. Linz, Leonding, Galerie Zauner. Koblenz, KIK Kunst im Klinikum
- 2002 Passau, Museum Moderner Kunst, Stiftung Wörlen. Berlin, Kunstforum der Österreichischen Botschaft. Salzburg, Deutsche Bank. Bonn, Remagen-Rolandseck, Europäisches Kulturzentrum
- 2001 Rehau, Rehau-Art-Eröffnungsausstellung
- 2000 München, Kunstbuncker Tumulka
- 1999 Jerusalem, The Jerusalem Center for the Performing Arts, Sherover-Foyer Theater: Teddy Kollek eröffnet Europa-Transfusion
- 1997 Aachen, Ludwig-Forum für Internationale Kunst
- 1996 München, St. Bonifaz, Stunde der Kunst mit Bazok Brock. Bozen, Galerie Prisma. Innsbruck, Tiroler Kunstpavillon. Brüssel, Übergabe der Europa-Transfusion an Jacques Santer
- 1995 Salzburg, Kollegienkirche. Salzburg, ACP-Galerie
- 1993 Washington, Österreichische Botschaft
- 1992 München, Gasteig. Neu-Isenburg Hilmar Hoffmann Grussworte Fioreschy Bildteppich
- 1991 Salzburg, Stadtkino
- 1989 Salzburg, Rupertinum
- 1983 Innsbruck, Kunstpavillon
- 1981 Innsbruck, Galerie Annasäule.
- Bozen: Haus der Kultur Walther von der Vogelweide
- 1977 Wien, Galerie Würthle

## Ausstellungsbeteiligungen
- 2025 Krems, Landesgalerie Niederösterreich, Flower Power, eine Kulturgeschichte der Pflanzen
- 2012 Poznań, Polen, Internationale Mediations Biennale, Kurator Friedhelm Mennekes
- 2012 Salzburg, Stadt Galerie „The New Dimension Constructed“
- 2004 Linz, Lentos, Paulas Home
- 2001 Frankfurt/Main, mak.frankfurt, Schirn Kunsthalle: eine Ausstellung in 4 Kapiteln und 2 Häusern, Blut: Perspektiven der Kunst, Macht und Politik, Pathologie
- 1998 Hangzhou, China, Teilnahme an der 1. West Lake Art Fair